# جويبدة
كويبدة ويقال لها باللهجة العامية چ‍ويبدة، هي منطقة غرب مدينة الزبير، وكانت كويبدة قريةً، المسافة بينها وبين بلدة الزبير بضعة كيلومترات، ومدة المشي ساعتان، وذكر ديلا فاليه أن المسافة بين البصرة وكويبدة 6 فراسخ، موقع جويبدة قرب تقاطع طريق المرور السريع مع طريق بصرة - ناصرية القديم، كان طريق ثان من البصرة إلى مكة يبدأ من جويبدة إلى سفوان ثم الجهراء ثم القرين (مدينة الكويت) ثم منها يسلك الحجاج نفس طريق القرين (الكويت) إلى مكة، وكانت كويبدة أول محطة للمسافرين خلال البادية من البصرة إلى حلب، إذ كانوا ينطلقون من الزبير ثم كويبدة. وهي منطقة زراعية رعوية فيها بحيثات، ذات ماء عذب، كانت كويبدة مشهورة بكثرة طيور القطا، ذكر الرحالة ديلا فاليه في رحلته إلى الشرق في النصف الأول من القرن السابع عشر الميلادي أنه حين وصل إلى كويبدة بين البصرة والمقير (أور) أنه شاهد هناك مركزاً لرسوم الكمارك تؤخذ باسم شيخ تلك المنطقة واسمه عبد الله،  قال صالح غزال العنزي في موقع الجريدة "ورث عبدالله بن مانع الإمارة عن أخيه حسن بين عامي 1625م و1630م، وقد ذكر الرحالة البرتغالي ديللا فاليه أن عبدالله كان أميرا لكويبدة التي تبعد عن البصرة 6 فراسخ، وكان يجمع الأموال وإتاوات الطرق باسم الإمارة الأفرسيابية". قال حامد البازي في كتابه (البصرة في العصور المظلمة وما بعدها) "وكان ديلافالة قد زار البصرة سنة 1625م 1035هـ وتطرّق إلى البصرة وكويبدة وهو على خلاف حديث الرحالة نيبور الذي قال بأن بين البصرة القديمة وجبل سنام وادٍ خصيب كثير الخضرة يُدعى وادي سيد سبان وإن أكبر قراه كويبدة التي حرفها الناس إلى الخريبة".

## جغرافية جويبدة
جويبدة إحدى الأراضي المنخفضة في قضاء الزبير، قيل إنها تكوّنت من حركات أرضية هابطة مستمرة أصابت باطن الأرض، مياهها الجوفية قريبة من الأرض، وتربتها ذات نسبة زائدة، لومية ممزوجة قليلة المواد العضوية، كثيرة المواد الكلسية والجبسية الحديدية، وكان فيها أشجار أثل، الجويبدة مقاطعة رقمها 8، من مقاطعات مركز قضاء الزبير، ومساحة الجويبدة 6200 دونم عراقي، حدودها من الشمال مقاطعة الشعيبة ومن الشرق مقاطعة الزبير رقم 1، ومقاطعة الصعيرية رقم 19 ومن الجنوب مقاطعة النجمي رقم 2 ومن الغرب البرجسية الشمالية رقم 7. وفي جويبدة موقعان أثريان مسجلان في المواقع الأثرية العراقية، أحدهما موقع جويبدة الجنوبي من العصور الإسلامية، والآخر موقع جويبدة الشمالية.

## غزوة الدولة الزندية
قالت إيناس سعدي في كتابها (تاريخ العراق الحديث) "قام الإيرانيون في أوائل سنة 1778 بشن هجوم واسع عنيف على مدينة الزبير التي تبعد حوالي عشرة كيلو مترات عن البصرة فأحرقوا بيوتها وذبحوا عدداً كبيراً من أهلها ثم تقدموا إلى قرية كويبدة - على بعد عدة كيلو مترات من الزبير على طريق القوافل إلى حلب - ففعلوا بها الشيء نفسه وأنذر القائدُ الإيرانيُ محمد خان شيخَ المنتفك ثامر السعدون بأن ينزل على طاعته ويذعن لأوامره ولكن الشيخ أبى كل الإباء وأعلن استعداده لمحاربته".